# Hősi temető (Komárom)
A komáromi hősi temető egy I. világháborús emlékhely Komáromban, a Csillag-erőd közelében.

## Története
Nem sokkal az I. világháború kitörése után a Komáromban működő 18. számú helyőrségi kórház már nem bizonyult elegendőnek a frontokról érkező
nagyszámú sebesült elhelyezésére. A városban és környékén számos szükségkórház létesült, a déli városrészben három helyen (méntelep, selyemgyár és a vasutas társaskör) ápoltak sebesülteket, később egy barakk-kórházat is építettek.
Az elhunyt katonákat déli városrészben nem az itteni polgári temetőbe, hanem az úgynevezett Csillag-erődhöz tartozó 10. számú sáncba temették. Ez egy szabálytalan ötszög alaprajzú földerőd volt, az Csillag-erődtől nyugatra. Az első temetések 1914. decemberében történtek, ekkor különféle osztrák-magyar alakulatokhoz tartozó katonákat hantoltak el itt. A későbbiekben a városi kórházakban meghalt hadifoglyokat is temettek a sáncba.
1918-ig 88 osztrák-magyar katonát és 22 hadifoglyot (8 orosz, 6 olasz, 3 szerb és egy román katona, valamint 2 szerb polgári személy) helyeztek itt örök nyugalomra.
A háború lezárása után a temető emlékhely lett, karbantartását a helyi iskolások és a frontharcosok végezték. A sírokat egységes fém sírjelekkel látták el és kialakítottak egy betonlépcsőt, hogy a sáncon könnyebb legyen átkelni. 1931-ig itt volt a központi helyszíne a hősök napján tartott városi megemlékezéseknek.
1934-ben az olasz kormány kérésére a vidéken eltemetett olasz hadifoglyokat exhumálták, és maradványaikat egy központ temetőben gyűjtötték össze. A komáromi hősi temetőből hat katonát hantoltak ki, majd az Új köztemető olasz katonai parcellájában temették el őket.
1944-45-ben a városban működő segélyhelyeken elhunyt, illetve a környéken elesett német és magyar katonákat temették ide.
A II. világháború utáni években a temetőt nem gondozták, területét benőtte a növényzet, a sírjeleket fémtolvajok ellopták.
1991-ben a hősi temető területét rendbe tették, a bejáratot emlékkapuval megjelölték, a terület közepén pedig - mivel az egyes sírok már nem voltak beazonosíthatóak - kopjafát állítottak az itt nyugvó katonák emlékére.
1998-ban a Német Hadisírgondozó Népi Szövetség munkatársai a temető területéről mintegy 370, a II. világháborúban hősi halált halt német és magyar katonát exhumáltak. A maradványokat a Budaörsi Katonai Temetőben temették újra.
Sajnos a későbbi években a temető újra az enyészeté lett, a kaput és a kopjafát vandálok tönkretették, a területet sűrű bozót nőtte be.
Az emlékhely sorsa 2018-ban rendeződött, ekkor az I. világháborús temetők megújítását célzó állami pályázat segítségével a város önkormányzata megtisztította és parkosította a területet. Az egykori kopjafa helyére egy kőből készült emlékmű került, amelyre felvésték az itt nyugvó I. világháborús hősi halottak neveit. Az emlékmű terveit Siklósi József, Komárom főépítésze készítette el. A közeli parkolóból gyalogutat alakítottak ki, és információs táblát is kihelyeztek, amelyen a temető története olvasható.
A megújult hősi temetőt 2019. május 30.-án adták át.